# Mycale immitis
Mycale immitis är en svampdjursart som först beskrevs av Schmidt 1870.  Mycale immitis ingår i släktet Mycale och familjen Mycalidae. Inga underarter finns listade i Catalogue of Life.